# Robert Carmody
Robert Carmody   (Brooklyn, 4 de setembre de 1938 - Ciutat Ho Chi Minh, 27 d'octubre de 1967) va ser un boxejador estatunidenc, guanyador d'una medalla olímpica.
Conegut amb el sobrenom de Butterball, va començar a lluitar pels carrers de Brooklyn durant la dècada del 1950, però no va ser fins al 1958, després d'unir-se a l'exèrcit i ser destinat a Alemanya a l'11a Divisió Aerotransportada, quan s'inicià en la boxa. El 1961 va guanyar el títol del pes mosca de l'exèrcit, títol que va retenir fins al 1965. El 1962 va guanyar el títol del Consell Internacional d'Esports Militars el 1962 i el 1963 va guanyar una medalla de bronze en els Jocs Panamericans.
El 1964 va prendre part en els Jocs Olímpics d'Estiu de Tòquio, on va guanyar la medalla de bronze en la categoria del pes mosca del programa de boxa.
El juny de 1967 va ser cridat a files per lluitar al Vietnam. Poques setmanes després d'arribar-hi va morir quan la patrulla en què anava va ser víctima d'una emboscada per guerrillers del Vietcong al nord de Saigon. A títol pòstum va rebre l'Estrella de Bronze.